# Сент-Маргерит-де-Лож
Сент-Маргери́т-де-Лож, Сент-Марґеріт-де-Лож (фр. Sainte-Marguerite-des-Loges) — колишній муніципалітет у Франції, у регіоні Нормандія, департамент Кальвадос. Населення — 188 осіб (2011).
Муніципалітет був розташований на відстані близько 160 км на захід від Парижа, 50 км на південний схід від Кана.

## Історія
До 2015 року муніципалітет перебував у складі регіону Нижня Нормандія. Від 1 січня 2016 року належав до нового об'єднаного регіону Нормандія.
1 січня 2016 року Сент-Маргерит-де-Лож, Окенвіль, Лез-Отель-Сен-Базіль, Беллу, Серке, Шеффревіль-Тоннанкур, Ла-Крупт, Фамії, Фервак, Ертеван, Ліваро, Ле-Меній-Бакле, Ле-Меній-Дюран, Ле-Меній-Жермен, Мель, Ле-Мутьє-Юбер, Нотр-Дам-де-Курсон, Прео-Сен-Себастьян, Сен-Мартен-дю-Меній-Урі, Сен-Мішель-де-Ліве, Сент-Уан-ле-У i Тортізамбер було об'єднано в новий муніципалітет Ліваро-Пеї-д'Ож.

## Демографія
Динаміка населення (INSEE ):
Розподіл населення за віком та статтю (2006):
| Стать | Всього | До 15 років | 15-24 | 25-44 | 45-64 | 65-85 | Понад 85 |
| --- | ------ | ----------- | ----- | ----- | ----- | ----- | -------- |
| Чоловіки | 96     | 24          | 8     | 16    | 36    | 12    | 0        |
| Жінки | 104    | 20          | 12    | 28    | 32    | 8     | 4        |
| \| Статево-вікова піраміда \| Статево-вікова піраміда \| Статево-вікова піраміда \| \| ----------------------- \| ----------------------- \| ----------------------- \| \| Чоловіки \| Вік \| Жінки \| \| 0 \| 85 + \| 4 \| \| 0 \| 80-84 \| 4 \| \| 4 \| 75-79 \| 0 \| \| 0 \| 70-74 \| 0 \| \| 8 \| 65-69 \| 4 \| \| 4 \| 60-64 \| 4 \| \| 20 \| 55-59 \| 16 \| \| 4 \| 50-54 \| 8 \| \| 8 \| 45-49 \| 4 \| \| 4 \| 40-44 \| 16 \| \| 4 \| 35-39 \| 4 \| \| 4 \| 30-34 \| 4 \| \| 4 \| 25-29 \| 4 \| \| 0 \| 20-24 \| 4 \| \| 8 \| 15-20 \| 8 \| \| 16 \| 10-14 \| 16 \| \| 8 \| 5-9 \| 4 \| \| 0 \| 0-4 \| 0 \| |        |             |       |       |       |       |          |
| Статево-вікова піраміда |        |             |       |       |       |       |          |
| Чоловіки | Вік    | Жінки       |       |       |       |       |          |
| 0 | 85 +   | 4           |       |       |       |       |          |
| 0 | 80-84  | 4           |       |       |       |       |          |
| 4 | 75-79  | 0           |       |       |       |       |          |
| 0 | 70-74  | 0           |       |       |       |       |          |
| 8 | 65-69  | 4           |       |       |       |       |          |
| 4 | 60-64  | 4           |       |       |       |       |          |
| 20 | 55-59  | 16          |       |       |       |       |          |
| 4 | 50-54  | 8           |       |       |       |       |          |
| 8 | 45-49  | 4           |       |       |       |       |          |
| 4 | 40-44  | 16          |       |       |       |       |          |
| 4 | 35-39  | 4           |       |       |       |       |          |
| 4 | 30-34  | 4           |       |       |       |       |          |
| 4 | 25-29  | 4           |       |       |       |       |          |
| 0 | 20-24  | 4           |       |       |       |       |          |
| 8 | 15-20  | 8           |       |       |       |       |          |
| 16 | 10-14  | 16          |       |       |       |       |          |
| 8 | 5-9    | 4           |       |       |       |       |          |
| 0 | 0-4    | 0           |       |       |       |       |          |

## Економіка
2010 року серед 133 осіб працездатного віку (15—64 років) 91 була активною, 42 — неактивними (показник активності 68,4%, у 1999 році було 80,0%). З 91 активної мешканців працювали 82 особи (46 чоловіків та 36 жінок), безробітними було 9 (5 чоловіків та 4 жінки). Серед 42 неактивних 15 осіб було учнями чи студентами, 19 — пенсіонерами, 8 були неактивними з інших причин.

У 2010 році в муніципалітеті числилось 73 оподатковані домогосподарства, у яких проживали 189,0 особи, медіана доходів виносила 18 784 євро на одного особоспоживача